# Ospizio we Florianie
Ospizio (malt. L-Ospizju), pierwotnie znane jako Casa di Carità – przytułek dla ubogich we Florianie na Malcie, w którym w XVIII i XIX wieku opiekowano się ubogimi starszymi mężczyznami i kobietami, biednymi młodymi kobietami i chorymi psychicznie pacjentami. Pełniło również funkcję więzienia dla kobiet. Znajdowało się w kompleksie budynków wzdłuż Floriana Lines z widokiem na port Marsamxett, które są obecnie odnawiane i włączane do Malta International Contemporary Art Space (MICAS).

## Historia
W 1665 Kongregacja Wojenna Zakonu św. Jana rozpoczęła planowanie budowy fabryki prochu wzdłuż Floriana Lines z widokiem na Marsamxett Harbour. Fabryka została zaprojektowana przez inżyniera wojskowego Mederico Blondela i ukończona w 1667, a w późniejszych dekadach w pobliżu dobudowano kilka kazamat. Fabryka kontynuowała produkcję prochu aż do początku lat dwudziestych XVIII wieku.
W 1729 dawna fabryka została przekształcona w hospicjum, w którym opiekowano się starszymi pacjentami. 6 grudnia 1732 Wielki Mistrz Antonio Manoel de Vilhena założył Casa di Carità, która została zbudowana według projektu Charlesa François de Mondion w sąsiedztwie fabryki; ta ostatnia została następnie zamknięta, ponieważ uznano, że nie nadaje się do zakwaterowania pacjentów. Casa di Carità była zarządzana przez dziesięcioosobową komisję, w skład której wchodziło czterech starszych rycerzy joannitów, ksiądz, wikariusz, dwóch juratów i dwóch wybitnych Maltańczyków. Każdego roku przebywało tam około 380 osób, w tym bezdomne osoby starsze, biedne kobiety i osoby z chorobami psychicznymi. Budynek był podzielony, przy czym starsi mężczyźni mieszkali na górnym piętrze, a dolny poziom był zarezerwowany dla kobiet. Ten ostatni został podzielony na osobne sekcje: Ginecco dla starszych kobiet, Conservatorio de' Vergini dla młodych kobiet i Reclusorio dla więźniarek. Chorzy psychicznie pacjenci byli przykuwani łańcuchami do ścian w kazamatach.
Młode kobiety w Conservatorio de' Vergini pracowały przy produkcji nici bawełnianych, z której dochód był dzielony między kobiety i instytucję. Dochód, jaki to generowało, pozwolił Casa di Carità na niezależność finansową, chociaż czasami był on niewystarczający, a dochód ten był później uzupełniany podatkiem od aktów notarialnych i corocznymi składkami w wysokości 1 500 scudi przez Università w Valletcie. Każdego roku cztery kobiety otrzymywały posag w wysokości 40 scudi, co umożliwiało im wyjście za mąż. W 1785 Casa di Carità została zreformowana przez Wielkiego Mistrza Emmanuela de Rohan z paktem nowych regulaminów, jednocześnie zmieniono jej nazwę na Ospizio. Pod koniec XVIII wieku jego fundusz wynosił 12 606 scudi.
Ospizio działało nadal podczas francuskiej okupacji i na początku istnienia brytyjskiej kolonii. Podczas francuskiej okupacji byłe prostytutki i chore psychicznie pacjentki były przenoszone z Casetta w Valletcie do Ospizio, a od 1804 do 1832 i od 1848 do 1894 w tym miejscu mieścił się również sierociniec dla nieślubnych dzieci. 15 stycznia 1815 gubernator Thomas Maitland wydał Charitable Institutions Reform (Reforma Instytucji Charytatywnych), która przekształciła Ospizio w przytułek dla ubogich, a w kolejnym roku jego struktura administracyjna z czasów szpitalników została zlikwidowana, a podatek od aktów notarialnych, który zapewniał finansowanie, został uchylony. Tymczasem w 1816 ze Szpitala Cywilnego w Valletcie do Ospizio przeniesiono także chorych psychicznie pacjentów płci męskiej. W latach 20. XIX wieku, pobliskie budynki zostały przejęte i włączone do kompleksu. Między wrześniem 1835 a 1838 wszyscy chorzy psychicznie pacjenci z Ospizio zostali przeniesieni do Villa Franconi, dużego budynku mieszkalnego w Florianie, który został przekształcony w przytułek. W czerwcu 1837 w Ospizio wybuchła epidemia cholery, która następnie rozprzestrzeniła się na cały archipelag.
W 1892 osoby starsze przeniesiono z Ospizio do nowo utworzonego ośrodka opieki długoterminowej im. św. Wincentego à Paulo w Luqa. Więzienie dla kobiet mieściło się w Ospizio do 1895. Jego budynki zostały następnie przekazane Departamentowi Uzbrojenia British Army, a podczas I wojny światowej służył jako warsztat, w którym produkowano meble szpitalne i sprzęt medyczny. Podczas II wojny światowej na fortyfikacjach wokół tego obszaru zainstalowano stanowiska ogniowe, które następnie były celem wrogich nalotów. Kompleks Ospizio doznał znacznych zniszczeń w wyniku bombardowań lotniczych podczas wojny.
Po uzyskaniu przez Maltę niepodległości w 1964 siły brytyjskie przekazały kompleks rządowi Malty, a na początku lat 70. mieścił się w nim sklep Enemalta i szkoła zawodowa W 1975 części obiektu były wykorzystywane jako Biuro Imigracyjne i Oddział Bezpieczeństwa. W 1997 w pobliskiej Polverista Curtain umieścił swoje biura Zarząd Odnawiania.
W 2017 w kompleksie Ospizio otworzyło swoje biura Malta International Contemporary Art Space (MICAS), a projekt obejmujący renowację obiektu i budowę nowego budynku MICAS na pobliskim bastionie San Salvatore został ogłoszony w kolejnym roku. Projekt miał zostać ukończony do 2021, ale planowana data otwarcia została przesunięta na koniec 2024.

## Architektura
Fabryka prochu zbudowana w 1665 składała się z budynku na planie krzyża na prostokątnym, otoczonym murem terenie.
Casa di Carità zbudowana w latach trzydziestych XVIII wieku miała nieregularny plan, na którym znajdował się dziedziniec z arkadą i fontanną. Kompleks obejmował kaplicę poświęconą Matce Boskiej i zakrystię. W okresie brytyjskim kompleks obejmował kaplicę protestancką.
Części kompleksu, które przetrwały II wojnę światową, obejmują niektóre magazyny i krypty, kaplicę i mury graniczne.